# 里奇伍德鎮區 (密蘇里州麥克唐納縣)
里奇伍德鎮區（英語：Richwood Township）是位於美國密蘇里州麥克唐納縣的一個行政鎮區。

## 地方資料
里奇伍德鎮區的面積為98.87平方千米，當中陸地面積為98.83平方千米，而水域面積為0.03平方千米。根據2020年美國人口普查的數據，當地共有人口636人，而人口密度為每平方千米6.43人。